# 蒂普頓福德 (密蘇里州)
蒂普頓福德（英語：Tipton Ford）是位於美國密蘇里州牛頓縣的非建制地區。

## 歷史
蒂普頓福德的郵局於1890年設立，其後於1923年停運。

## 地理
蒂普頓福德所處的海拔為高於海平面288米（即945英呎），而該地所採用的時區為UTC-6，即北美中部時區（CST）。同時該地設有夏令時間，為UTC-6調快一小時，即UTC-5（CDT）。